# Bismarck (Dakota du Nord)
Pour les articles homonymes, voir Bismarck.
La ville de Bismarck (/ˈbɪz.mɑɹk/) est la capitale de l’État du Dakota du Nord, aux États-Unis. C’est aussi la deuxième ville la plus peuplée de l’État après Fargo. La ville elle-même compte 61 272 habitants lors du recensement de 2010, tandis que la population de son agglomération est estimée à 126 597 habitants en 2014, soit également le deuxième de l’État après Fargo. Bismarck est également le siège du comté de Burleigh.

## Géographie
Bismarck est située sur le coteau du Missouri, sur la rive est de la rivière Missouri.

## Histoire
La ville est fondée en 1872 sous le nom d’Edwinton en honneur à Edwin M. Johnson, ingénieur en chef de la compagnie de chemin de fer Northern Pacific Railway. En 1873, la Northern Pacific Railway décide de renommer la ville Bismarck en hommage à Otto von Bismarck, alors chancelier de l’Empire allemand. C’est la seule capitale d’État américaine nommée en l’honneur d’un homme d’État étranger. On espérait ainsi attirer des immigrants allemands. L’ex-colonel devenu journaliste Clement A. Lounsberry fonde en 1873 le premier journal local, le Bismarck Tribune, avec Mark Kellogg, lequel sera trois ans plus tard le premier journaliste mort au travail de l'histoire de l'Associated Press, au cours de la bataille de Little Bighorn.
Le 18 septembre 1873, la faillite du financier Jay Cooke, actionnaire de la Northern Pacific Railway, déclenche le krach de 1873. La ville est mort-née. Et ce n’est qu'après 1874 qu’arrive une vague d’immigration lors de la ruée vers l'or dans les Black Hills qui a été précédée de l'expédition des Black Hills.
En 1883, la ville devient capitale du territoire du Dakota, avant de devenir en 1889 la capitale de l’État nouvellement créé du Dakota du Nord.

## Climat
- Température moyenne annuelle : 5,2 °C.
- Total des précipitations : 407 mm.
- Le climat du Dakota du Nord est marqué par la continentalité (à plusieurs centaines de kilomètres à l'intérieur des terres) et l'altitude (Bismarck est à 500 m d'altitude environ). La chaîne de montagne des montagnes Rocheuses bloque les précipitations en provenance de l’ouest, si bien que le total annuel est assez faible. En douze mois, il pleut autant qu'à Tunis ou Casablanca. Les températures descendent très bas l'hiver (−12 °C en moyenne en janvier, donc plus froid qu'à Moscou). L’amplitude thermique entre l'hiver et l'été est de 34 °C, les précipitations ont lieu durant la période estivale, le climat est donc continental et sec.

| Mois                              | jan.  | fév.  | mars | avril | mai  | juin | jui. | août | sep. | oct. | nov. | déc.  | année |
| --------------------------------- | ----- | ----- | ---- | ----- | ---- | ---- | ---- | ---- | ---- | ---- | ---- | ----- | ----- |
| Température minimale moyenne (°C) | −18,7 | −14,9 | −7,9 | −0,6  | 5,7  | 10,9 | 13,6 | 12,2 | 6,2  | 0,3  | −7,9 | −15,9 | −1,4  |
| Température moyenne (°C)          | −12,7 | −9,1  | −2,1 | 6,1   | 12,8 | 18   | 21,3 | 20,2 | 13,9 | 7,6  | −1,9 | −10   | 5,3   |
| Température maximale moyenne (°C) | −6,6  | −3,1  | 3,6  | 12,7  | 19,9 | 25,1 | 29,1 | 28,2 | 21,6 | 14,8 | 4,1  | −4,2  | 12,1  |
| Précipitations (mm)               | 11,4  | 10,9  | 19,6 | 42,4  | 55,4 | 69,1 | 54,4 | 43,7 | 37,8 | 22,9 | 12,4 | 13    | 373   |

## Démographie
| Groupe            | Bismarck | Dakota du Nord | États-Unis |
| ----------------- | -------- | -------------- | ---------- |
| Blancs            | 92,4     | 90,0           | 72,4       |
| Amérindiens       | 4,5      | 5,4            | 0,9        |
| Métis             | 1,5      | 1,8            | 2,9        |
| Afro-Américains   | 0,7      | 1,2            | 12,6       |
| Asiatiques        | 0,6      | 1,0            | 4,8        |
| Autres            | 0,3      | 0,5            | 6,2        |
| Total             | 100      | 100            | 100        |
|                   |          |                |            |
| Latino-Américains | 1,3      | 2,0            | 16,7       |

Selon l'American Community Survey, pour la période 2011-2015, 95,21 % de la population âgée de plus de 5 ans déclare parler l'anglais à la maison, 1,93 % déclare parler l'allemand, 0,92 % l'espagnol et 1,94 % une autre langue.
| 1880  | 1890  | 1900  | 1910  | 1920  | 1930   |
| ----- | ----- | ----- | ----- | ----- | ------ |
| 1 758 | 2 186 | 3 319 | 4 913 | 7 122 | 11 090 |

| 1940   | 1950   | 1960   | 1970   | 1980   | 1990   |
| ------ | ------ | ------ | ------ | ------ | ------ |
| 15 496 | 18 541 | 27 670 | 34 703 | 44 485 | 49 256 |

| 2000   | 2010   | - | - | - | - |
| ------ | ------ | - | - | - | - |
| 55 532 | 61 272 | - | - | - | - |

## Transports

### Transport aérien
Bismarck possède un aéroport municipal (aéroport municipal de Bismarck, code AITA : BIS). Celui-ci est principalement desservi par trois compagnies : Delta Air Lines, United Express et Allegiant Air. Un nouveau terminal a ouvert en 2005.

### Transport ferroviaire
La ville est desservie par la BNSF Railway.

### Transport routier
L’U.S. Route 83 se connecte à l’Interstate 94, qui elle passe au nord du centre-ville.

## Économie
La seule banque publique américaine, la Bank of North Dakota, est basée à Bismarck.

## Religions
- Liste des évêques de Bismarck
- Vincent Wehrle O.S.B., né en Suisse en 1855, premier évêque et fondateur du diocèse de Bismarck (érigé en 1909), y est mort en 1941
- Cathédrale du Saint-Esprit de Bismarck, construite en 1941-1945, de style Art déco
- Temple mormon de Bismarck